# PZL S-1
PZL S-1 – polski prototypowy samolot szkolno-łącznikowy z 1945 roku, drugi samolot zbudowany w Polsce po II wojnie światowej.

## Historia
W grudniu 1944 roku por. inż. Eugeniusz Stankiewicz, wykładowca Wojskowej Szkoły Lotniczej w Zamościu, zwrócił się do kierownictwa szkoły z propozycją budowy wojskowego samolotu szkolno-łącznikowego. Propozycja ta spotkała się z uznaniem i utworzono zespół do opracowania takiego samolotu, w skład którego weszli oprócz wnioskodawcy także ppor. Zdzisław Cymera i ppor. Władysław Rutkowski. Zespół ten opracował wstępny projekt samolotu, który otrzymał oznaczenie S-1.
W połowie 1945 roku zespół opracowujący samolot został przeniesiony do Mielca, gdzie kontynuował prace nad samolotem w zakładach PZL. W pracach swych zespół wykorzystał niektóre elementy i wyposażenie samolotu Po-2, co w znacznym stopniu przyspieszyło prace nad nim. Już w sierpniu 1945 roku przystąpiono budowy samolotu i prototyp był gotowy w listopadzie 1945 roku.
W dniu 15 listopada 1945 roku na lotnisku fabrycznym samolot S-1 został oblatany przez radzieckiego pilota, jako drugi samolot polskiej konstrukcji oblatany po 1945 roku (po LWD Szpak). Wkrótce potem samolot został przetransportowany na lotnisko Okęcie w Warszawie i oficjalnie przekazany do dyspozycji wojska. Pomimo tego, że samolot został zbudowany bez obliczeń aerodynamicznych i wytrzymałościowych, a w związku z tym nie mógł otrzymać homologacji, konstruktor samolotu kontynuował próby. W dniu 14 maja 1946 roku samolot S-1 pilotowany przez por. Stankiewicza w czasie prób zwalił na ziemię w centrum Warszawy. Powodem wypadku była niekorzystna, tzw. podwójna biegunowa profilu płata. Samolot został całkowicie rozbity, a pilot odniósł tylko niewielkie obrażenia. Po tym zdarzeniu zrezygnowano z dalszych prac nad tym samolotem.

## Użycie
Samolot S-1 był wykorzystywany tylko do prób w locie.

## Opis konstrukcji
Samolot S-1 był górnopłatem w układzie parasol. Konstrukcja drewniana. Kadłub kratownicowy, z przodu kryty blachą duraluminiową, w tylnej części płótnem. Kabiny odkryte, każda wyposażona w urządzenia sterownicze. Płaty dwudźwigarowe, podparte parą równoległych zastrzałów, usztywnionych stalowymi cięgnami. Podwozie samolotu dwugoleniowe, stałe z płozą ogonową.
Napęd stanowił silnik gwiazdowy M-11D osłonięty pierścieniem Townenda, napędzający dwułopatowe śmigło.